# Haworthia
Haworthia Duval, 1809 è un genere di piante della famiglia delle Asphodelaceae (in passato attribuito alle Liliaceae), endemico del Sudafrica.
Il nome del genere è un omaggio al botanico Adrian Hardy Haworth.

## Tassonomia
Comprende le seguenti specie:
- Haworthia akaonii M.Hayashi
- Haworthia angustifolia Haw.
- Haworthia ao-onii M.Hayashi
- Haworthia arachnoidea (L.) Duval
- Haworthia aristata Haw.
- Haworthia bayeri J.D.Venter & S.A.Hammer
- Haworthia blackburniae W.F.Barker
- Haworthia bolusii Baker
- Haworthia caesia M.Hayashi
- Haworthia calva M.Hayashi
- Haworthia chloracantha Haw.
- Haworthia compacta (Triebner) Breuer
- Haworthia cooperi Baker
- Haworthia cymbiformis (Haw.) Duval
- Haworthia decipiens Poelln.
- Haworthia diaphana M.Hayashi
- Haworthia dura M.Hayashi
- Haworthia elizeae Breuer
- Haworthia emelyae Poelln.
- Haworthia ernstii M.Hayashi
- Haworthia floribunda Poelln.
- Haworthia fukuyae M.Hayashi
- Haworthia grenieri Breuer
- Haworthia heidelbergensis G.G.Sm.
- Haworthia herbacea (Mill.) Stearn
- Haworthia lockwoodii Archibald
- Haworthia maculata (Poelln.) M.B.Bayer
- Haworthia magnifica Poelln.
- Haworthia maraisii Poelln.
- Haworthia marumiana Uitewaal
- Haworthia mirabilis (Haw.) Haw.
- Haworthia mollis M.Hayashi
- Haworthia monticola Fourc.
- Haworthia mucronata Haw.
- Haworthia mutica Haw.
- Haworthia nortieri G.G.Sm.
- Haworthia outeniquensis M.B.Bayer
- Haworthia parksiana Poelln.
- Haworthia pubescens M.B.Bayer
- Haworthia pulchella M.B.Bayer
- Haworthia pygmaea Poelln.
- Haworthia regina M.Hayashi
- Haworthia reticulata (Haw.) Haw.
- Haworthia retusa (L.) Duval
- Haworthia rossouwii Poelln.
- Haworthia sapphaia M.Hayashi
- Haworthia semiviva (Poelln.) M.B.Bayer
- Haworthia spirella Haw.
- Haworthia springbokvlakensis C.L.Scott
- Haworthia subularis M.Hayashi
- Haworthia transiens (Poelln.) M.Hayashi
- Haworthia truncata Schönland
- Haworthia turgida Haw.
- Haworthia variegata L.Bolus
- Haworthia veltina M.Hayashi
- Haworthia villosa M.Hayashi
- Haworthia vlokii M.B.Bayer
- Haworthia wittebergensis W.F.Barker
- Haworthia zantneriana Poelln.

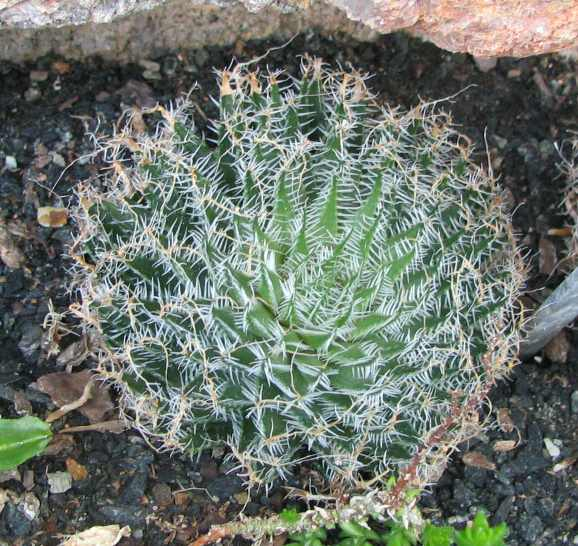
Haworthia arachnoidea
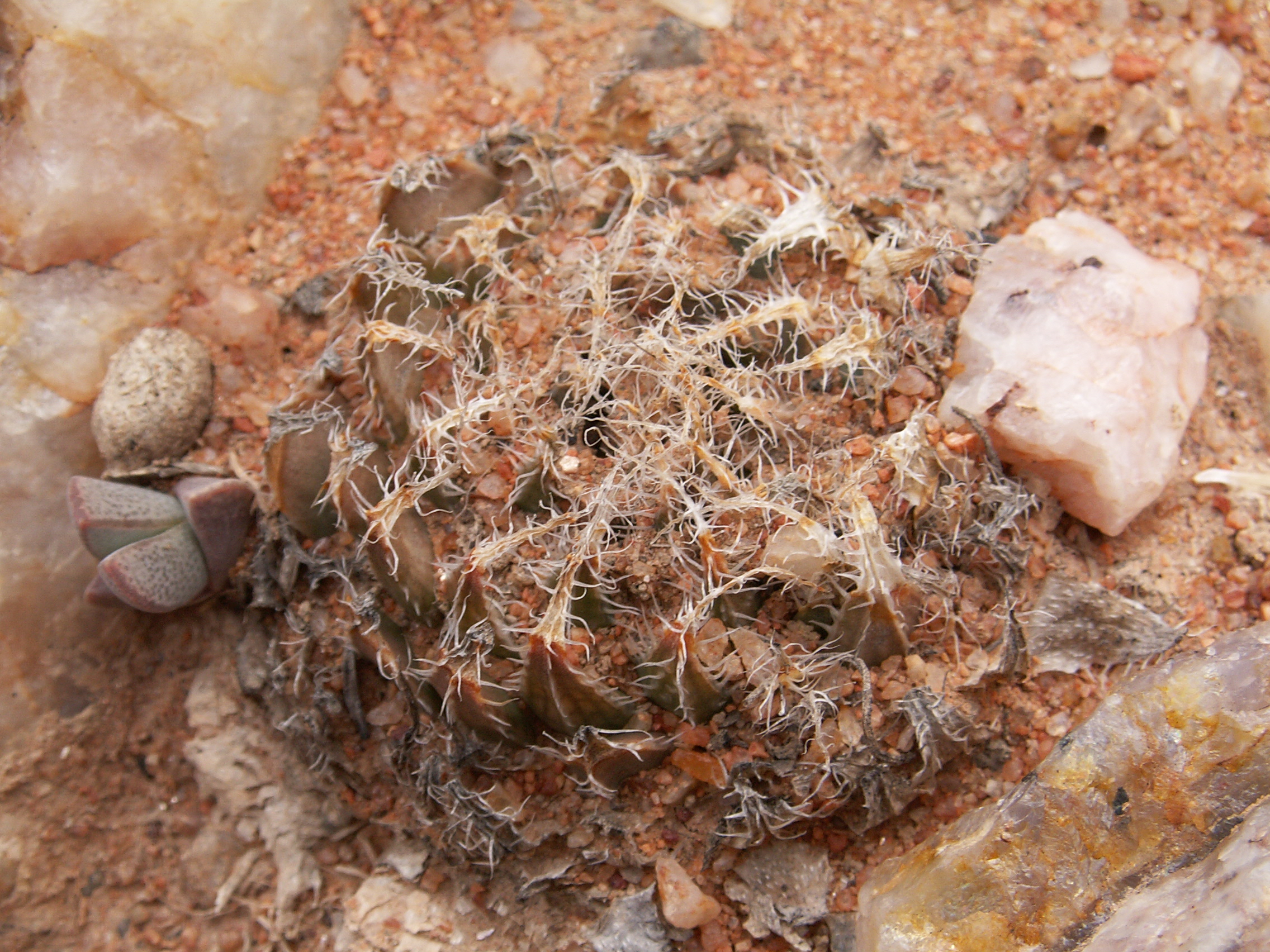
Haworthia arachnoidea var. namaquensis
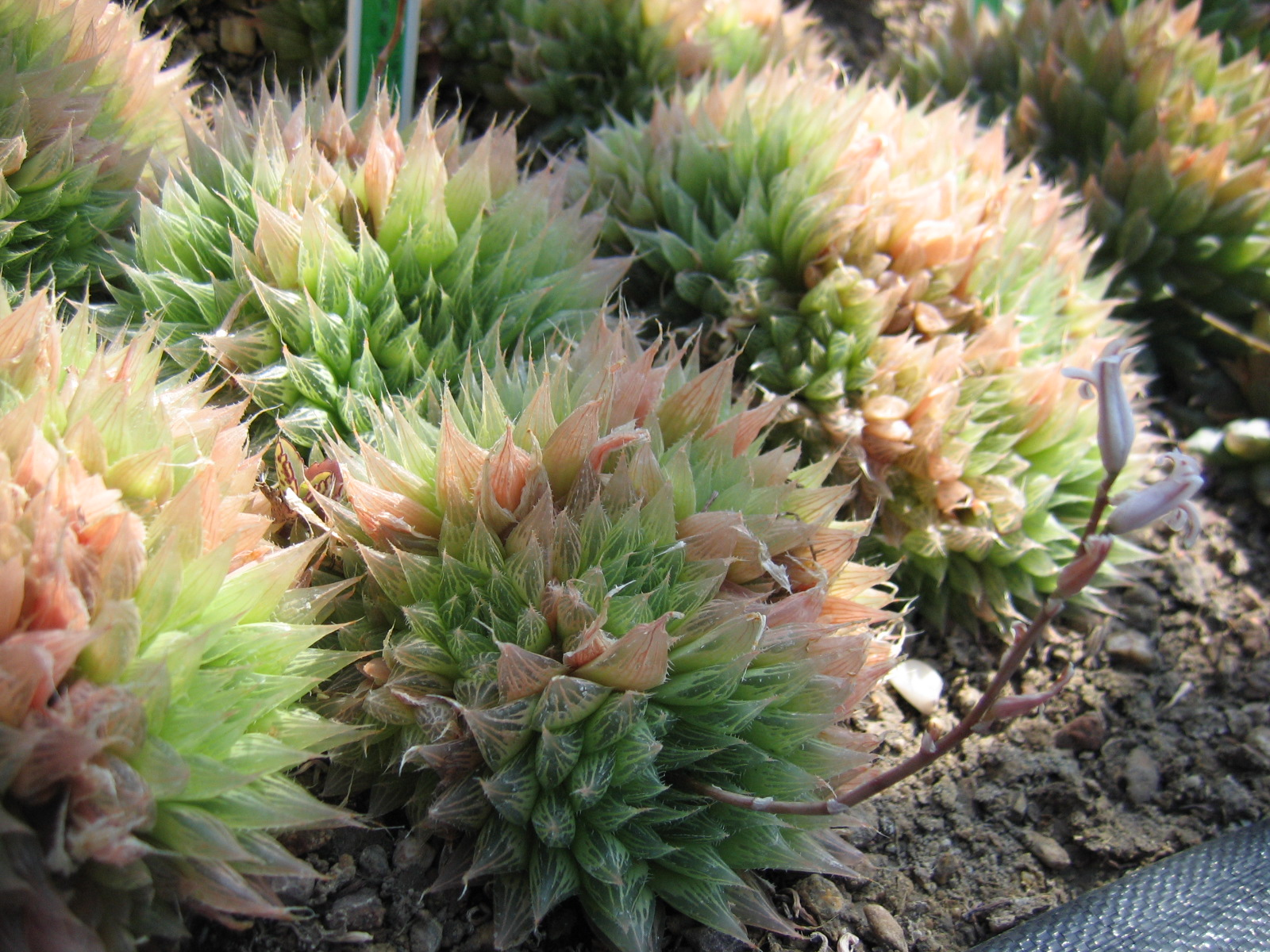
Haworthia cooperi var. pilifera
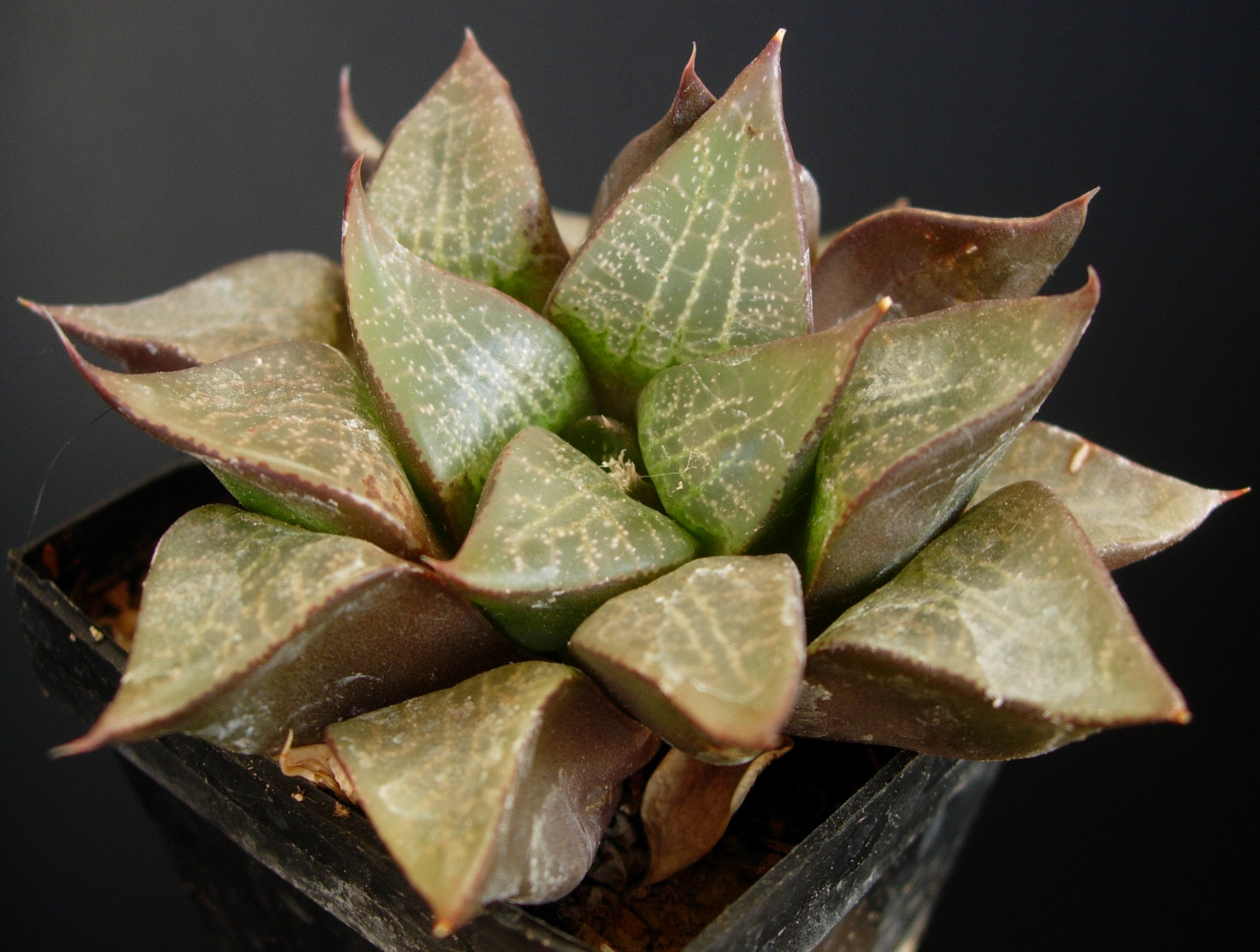
Haworthia emelyae var. comptoniana
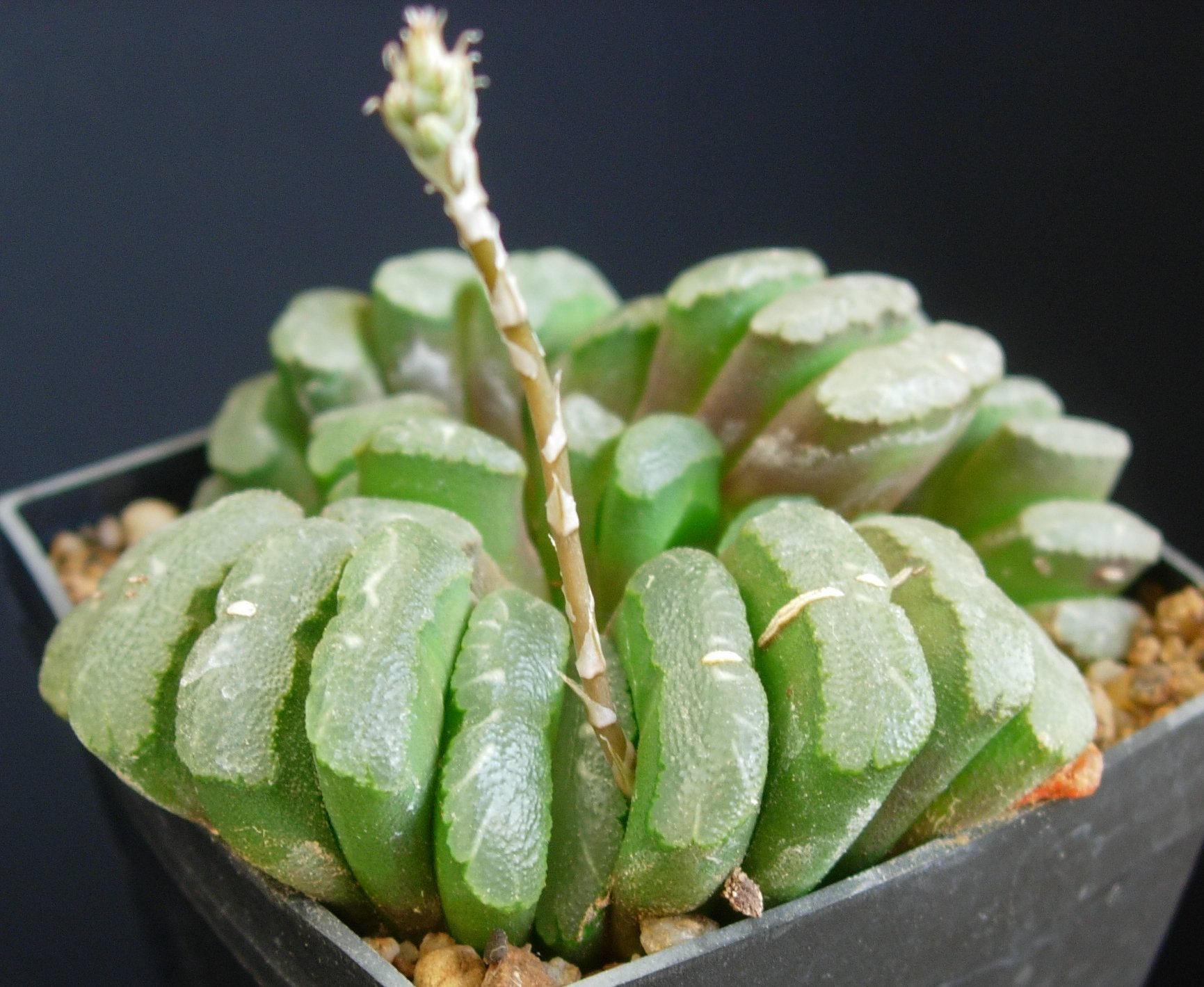
Haworthia truncata
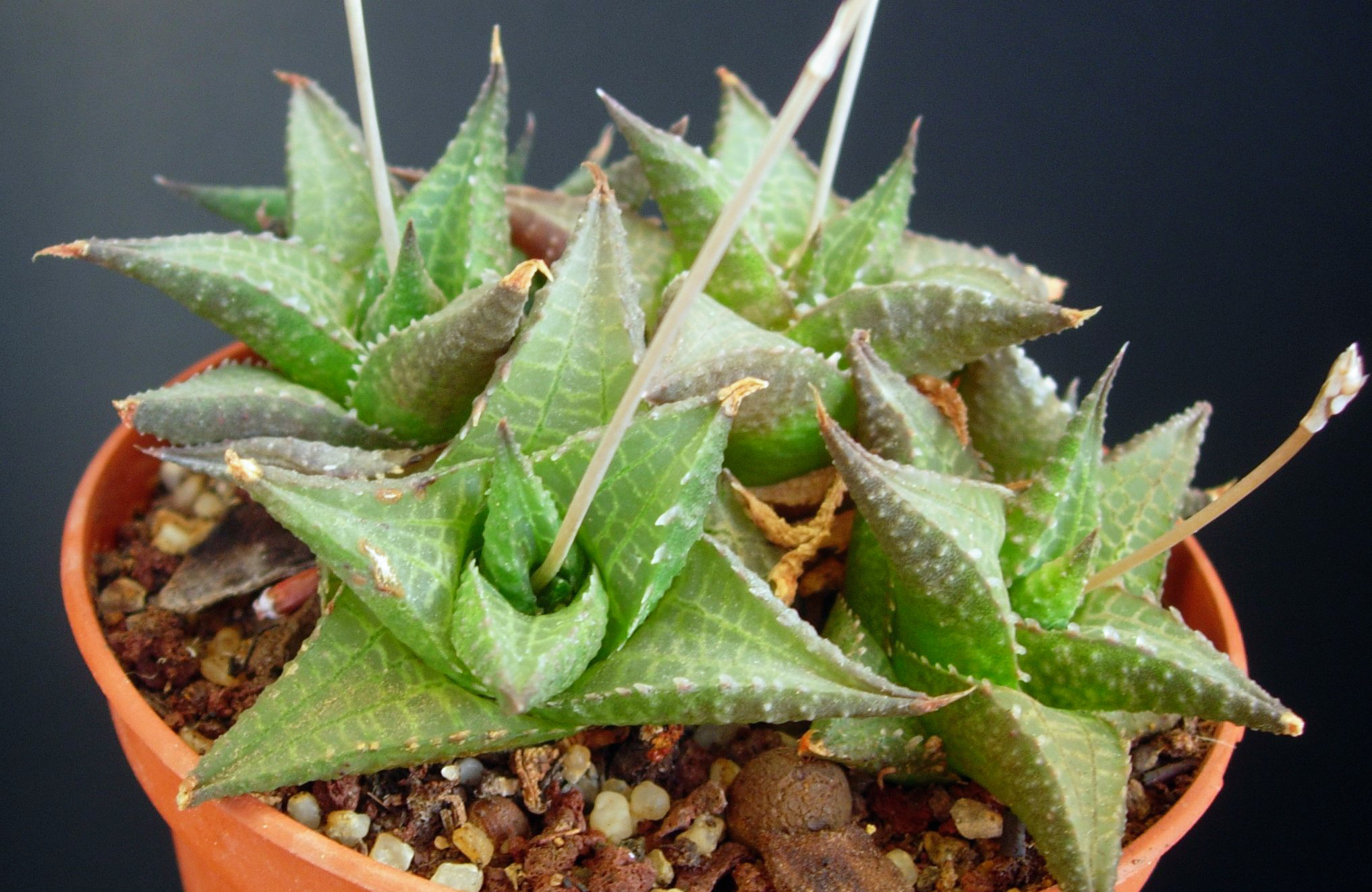
Haworthia venosa subsp. tessellata